# إدوارد تسيلر
إدوارد تسيلر (بالألمانية: Eduard Zeller)‏ (و. 1814 – 1908 م) هو كاتب، وفيلسوف، وعالم عقيدة، وأستاذ جامعي، من ألمانيا، ولد في اشتاينهايم آن در مور، كان عضوًا في الأكاديمية الملكية السويدية للعلوم، والأكاديمية البروسية للعلوم، والأكاديمية الهنغارية للعلوم، توفي في شتوتغارت، عن عمر يناهز 94 عاماً.

## التعليم
تعلم في جامعة توبنغن.

## مناصب وهيئات
أدار جامعة توبنغن، وجامعة ماربورغ، وجامعة هايدلبرغ، وجامعة برن، وجامعة هومبولت في برلين.

## جوائز
حصل على جوائز منها:
- وسام الاستحقاق للفنون والعلوم
- وسام الاستحقاق (بروسيا).